# Wahlbezirk Österreich ob der Enns 22
Der Wahlbezirk Österreich ob der Enns 22 war ein Wahlkreis für die Wahlen zum Abgeordnetenhaus im österreichischen Kronland Österreich ob der Enns (Oberösterreich). Der Wahlbezirk wurde 1907 mit der Einführung der Reichsratswahlordnung geschaffen und bestand bis zum Zusammenbruch der Habsburgermonarchie.

## Geschichte
Nachdem der Reichsrat im Herbst 1906 das allgemeine, gleiche, geheime und direkte Männerwahlrecht beschlossen hatte, wurde mit 26. Jänner 1907 die große Wahlrechtsreform durch Sanktionierung von Kaiser Franz Joseph I. gültig. Mit der neuen Reichsratswahlordnung schuf man insgesamt 516 Wahlbezirke, wobei mit Ausnahme Galiziens in jedem Wahlbezirk ein Abgeordneter im Zuge der Reichsratswahl gewählt wurde. Der Abgeordnete musste sich dabei im ersten Wahlgang oder in einer Stichwahl mit absoluter Mehrheit durchsetzen. Der Wahlbezirk Österreich ob der Enns 22 umfasste die Gerichtsbezirke Wels und Grieskirchen, wobei die Städte Wels und Grieskirchen (beide Wahlbezirk 5) vom Wahlbezirk ausgenommen waren.
Aus der Reichsratswahl 1907 ging Josef Weiss (Katholisch-Konservative Partei) im ersten Wahlgang als Sieger hervor. Weiss konnte sein Mandat bei der Reichsratswahl 1911 ebenfalls im ersten Wahlgang erfolgreich verteidigen.

## Wahlergebnisse

### Reichsratswahl 1907
Die Reichsratswahl 1907 wurde am 14. Mai 1907 (erster Wahlgang) durchgeführt. Eine Stichwahl entfiel auf Grund der absoluten Mehrheit für Weiss im ersten Wahlgang.
| Kandidat                                                                    | Partei                             | Wahlkreis- stimmen | Stimmen- anteil |
| --------------------------------------------------------------------------- | ---------------------------------- | ------------------ | --------------- |
| Josef Weiss                                                                 | Katholisch-Konservative Partei     | 5622               | 71,6 %          |
| Alois Schamberger                                                           | Oberösterreichischer Bauernverein  | 1553               | 19,8 %          |
| Rupert Kollinger                                                            | Sozialdemokratische Arbeiterpartei | 615                | 7,8 %           |
|                                                                             | Sonstige                           | 59                 | 0,8 %           |
| Wahlberechtigte: 8339, Ungültige/Leere Stimmen: 52, Wahlbeteiligung: 94,7 % |                                    |                    |                 |

### Reichsratswahl 1911
Die Reichsratswahl 1911 wurde am 13. Juni 1911 (erster Wahlgang) durchgeführt. Die Stichwahl entfiel auf Grund des absoluten Mehrheit von Weiss im ersten Wahlgang.
| Kandidat                                                                     | Partei                             | Wahlkreis- stimmen | Stimmen- anteil |
| ---------------------------------------------------------------------------- | ---------------------------------- | ------------------ | --------------- |
| Josef Weiss                                                                  | Christlichsoziale Partei           | 4963               | 62,3 %          |
| Alois Schamberger                                                            | Oberösterreichischer Bauernverein  | 1931               | 24,2 %          |
| Josef Gruber                                                                 | Sozialdemokratische Arbeiterpartei | 847                | 10,6 %          |
|                                                                              | Christlichsoziale Partei           | 93                 | 1,2 %           |
|                                                                              | Deutsche Volkspartei               | 29                 | 0,4 %           |
|                                                                              | Sonstige                           | 100                | 1,3 %           |
| Wahlberechtigte: 8855, Ungültige/Leere Stimmen: 403, Wahlbeteiligung: 94,5 % |                                    |                    |                 |